# Eichen (Hückeswagen)
Eichen (ⓘ) ist eine heutige Ortslage und frühere Hofschaft in Hückeswagen im Oberbergischen Kreis im Regierungsbezirk Köln in Nordrhein-Westfalen (Deutschland).

## Lage und Beschreibung
Eichen liegt im Ortsteil Brücke. Der heute nicht mehr als eigenständiger Wohnplatz wahrnehmbare Ort ist heute vollständig von einem Seniorenheim bebaut.
Weitere Nachbarorte sind Schnabelsmühle, Fuhr, Aue, Bergerhof, Frohnhausen und Pixberg. 

## Geschichte
Eichen ist als eigenständiger Hof in der Karte Topographia Ducatus Montani aus dem Jahre 1715 eingezeichnet, ebenso auf der Carte des Herzogthums Berg des Carl Friedrich von Wiebeking von 1789. Der Ort lag an dem Teilabschnitt Hückeswagen–Radevormwald einer mittelalterlichen Heer-, Handels- und Pilgerstraße, der heutigen Straße Buschweg. 
Im 18. Jahrhundert wurde Eichen Teil des expandierenden Ortsteils Brücke und verlor seine Eigenständigkeit. In den 1960er Jahren wurde auf dem alten Hofgelände ein Krankenhaus errichtet, das in den 1990er Jahren in ein Seniorenheim umgebaut wurde.